# Sigurd Ulveseth
Sigurd Ulveseth (nacido el 13 de julio de 1953) es un músico de jazz noruego (contrabajo) y líder de orquesta, conocido por varios lanzamientos de álbumes.  

## Carrera
Nació en Bergen. Con su propio cuarteto, ha publicado tres álbumes. La banda está formada por Adam Nussbaum (batería), Knut Riisnæs (saxofón) y Dag Arnesen (piano). También forma parte de "Marit Sandvik Band", la banda "SWAP" con Jan Gunnar Hoff, "North West Quartet" con Frode Nymo entre otros. Ha grabado con los músicos de Bergen Dag Arnesen, Frank Jakobsen, Tore Faye, Knut Kristiansen, Ole Jacob Hystad, Jan Kåre Hystad y Merethe Mikkelsen. Además, realizó una gira por Vietnam con Urban Connection. 

## Honores
- Vossajazzprisen 1998
- El 10° Premio Sildajazz 2009 [4]

## Discografía
- 1995: To wisdom, the prize (Gemini Music)
- 1997: Infant eyes (Gemini)
- 2001: Wish I knew (Gemini)